# هارالامبیه بوروش
هارالامبیه بوروش (رومانیایی: Haralambie Boroș؛ زاده ۱۱ اکتبر ۱۹۲۴ – ۸ ژوئن ۲۰۰۱) کارگردان فیلم، فیلم‌نامه‌نویس و بازیگر اهل رومانی بود.

## گزیده فیلم‌شناسی
از فیلم‌ها یا مجموعه‌های تلویزیونی که وی در آن‌ها نقش داشته‌است، می‌توان به بادبان‌های برافراشته، سناتور حلزون‌ها، بمبی دزدیده شد و ماجرای پروتار اشاره نمود.